# Rieper Reithbach
Der Rieper Reithbach (auch Düpgraben) ist ein 8,1 km langer Bach in den Gemeinden Lauenbrück und Vahlde im Landkreis Rotenburg (Wümme) in Niedersachsen, der von links und Osten in die Wümme mündet.

## Verlauf
Der Rieper Reithbach entspringt als Oberflächenwasser sammelnder Wiesengraben südöstlich von Stell im Moorgebiet zwischen Fintel und Königsmoor. Er fließt, deutlich begradigt, Richtung Westen durch Wiesenlandschaften, kreuzt die K 232 und die K 222, wobei er mehrere Wiesen- und Ackergräben aufnimmt. Er fließt mittig durch die Ortschaft Riepe, kreuzt in nordwestlicher Richtung die Eisenbahnlinie Hamburg-Bremen, läuft durch das Moor und Naturschutzgebiet Kinderberg und Stellbachniederung und fließt wenige Meter danach von links und Osten in die Wümme.

## Zustand
Der Rieper Reithbach ist im gesamten Verlauf mäßig belastet (Güteklasse II).

## Befahrungsregeln
Zum Schutz, dem Erhalt und der Verbesserung der Fließgewässer als Lebensraum für wild lebende Tiere und Pflanzen erließ der Landkreis Rotenburg (Wümme) 2015 eine Verordnung für sämtliche Fließgewässer. Seitdem ist das Befahren des Rieper Reithbachs ganzjährig verboten.